# Ab sofort Schwester!
Ab sofort Schwester! (japanisch お兄ちゃんはおしまい! Onii-chan wa Oshimai!, dt. so viel wie „Mein Bruder ist Geschichte!“) ist eine Mangaserie von Nekotofu, die seit 2017 in Japan erscheint. Im Jahr 2023 erschien eine Anime-Adaption.

## Inhalt
Mahiro Oyama (緒山 真尋) ist ein Otaku, der den ganzen Tag in seinem Zimmer verbringt, Manga liest und Computerspiele spielt. Seine jüngere Schwester Mihari (緒山 みはり) schmiedet einen geheimen Plan, um ihrem Bruder zu helfen, und mischt ihm eine Droge in sein Getränk. Am nächsten Morgen wacht Mahiro auf und stellt zu seinem Erschrecken fest, dass er den Körper eines jungen Mädchens angenommen hat. Er muss nun nicht nur lernen, sich mit seinem neuen Körper zurechtzufinden, sondern auch in seine neue Rolle als Schülerin der Mittelschule schlüpfen und sich als Mädchen in der sozialen Welt zurechtfinden.

## Veröffentlichung
Der Mangaka Nekotofu erklärte in einem Interview, dass er schon immer ein Fan von Manga und Anime war, bei denen ein Protagonist das Geschlecht wechselt, wie etwa Ranma ½ oder Kashimashi: Girl Meets Girl. Nachdem er bereits ein Dōjinshi zu dieser Thematik veröffentlicht und positive Rezensionen erhalten hatte, entschied er sich, einen Manga zu verfassen, das er online zunächst auf Pixiv, später auf der Plattform NicoNico Seiga veröffentlichte.
Das Manga erschien zunächst ab Januar 2017 online bei Pixiv und seit April 2019 auch gedruckt im Magazin Gekkan Comic Rex des Verlags Ichijinsha. Bislang wurden acht Sammelbände veröffentlicht. Seit August 2020 erscheint eine deutsche Fassung bei Manga JAM Session. Die Übersetzung stammt von Alexander Baumhackl. Kōdansha USA veröffentlicht seit 2021 eine englischsprachige Fassung des Mangas.

## Anime-Fernsehserie
Der Anime wurde von Studio Bind produziert, Regie führte Shingo Fujii. Die Drehbücher schrieb Michiko Yokote und das Charakterdesign entwarf Ryo Imamura. Die künstlerische Leitung lag bei Masayo Kobayashi und die Tonarbeiten leitete Kōhei Yoshida. Für die Kameraführung war Akane Fushihara zuständig. Die verantwortlichen Produzenten waren Mitsuteru Hishiyama und Takuro Hatakeyama. 
Die 12 Folgen wurden von 5. Januar bis 23. März 2023 von den Sendern Tokyo MX, BS11 und AT-X in Japan ausgestrahlt. International erschien der Anime auf der Plattform Crunchyroll unter dem Titel Onimai: I'm Now Your Sister!.

### Synchronisation
Die deutsche Synchronfassung entstand bei @alpha Postproduktion unter der Regie von Daniela Molina. Diese schrieb zusammen mit Tobias John von Freyend auch die Dialogbücher.
| Rolle         | japanischer Sprecher (Seiyū) | deutscher Sprecher   |
| ------------- | ---------------------------- | -------------------- |
| Mihari Oyama  | Kaori Ishihara               | Daniela Molina       |
| Mahiro Oyama  | Marika Kōno                  | Lara Wurmer          |
| Kaede Hozuki  | Hisako Kanemoto              | Angelina Markiefka   |
| Asahi Ōka     | Kana Yūki                    | Patricia Strasburger |
| Momiji Hozuki | Minami Tsuda                 | Sabrina Schwarz      |
| Miyo Murosaki | Natsumi Hioka                | Melanie Olbert       |

### Musik
Die Musik der Serie komponierten Arisa Okehazama und Daisuke Achiwa. Das Vorspannlied ist Identeitei Meltdown von P Maru-sama and Enako und für den Abspann verwendete man Himegoto * Cry Sisters von Onimai Sisters.

## Rezeption
In den Besprechungen zur ersten Folge des Animes auf Anime News Network richtete sich Kritik zum einen gegen die Geschichte an sich und die Tatsache, dass Mahiro das weibliche Geschlecht – unter Übernahme aller damit verbundenen Stereotypen seiner neuen Geschlechterrolle – gegen seinen Willen aufgezwungen wird, zum anderen gegen den Lolicon-ähnlichen Zeichenstil und Kameraeinstellungen des Animes. Wohlwollende Kritiker lobten die technische Qualität des Anime und merkten an, dass die Geschichte vor allem transsexuelle Personen ansprechen dürfte.